# Rete tranviaria di Zlatoust
La rete tranviaria di Zlatoust è la rete tranviaria che serve la città russa di Zlatoust.